# Julija Proncewicz
Julija Olegowna Proncewicz (ros. Юлия Олеговна Пронцевич; ur. 4 czerwca 1992) – rosyjska zapaśniczka walcząca w stylu wolnym. Brązowa medalistka mistrzostw Europy w 2016. Piąta w Pucharze Świata w 2017 i szósta w 2012. Akademicka mistrzyni świata w 2012. Mistrzyni Rosji w 2016, druga w 2013, 2015 i 2017, a trzecia w 2014 roku.